# Први пут с оцем на јутрење
Први пут с оцем на јутрење је приповетка Лазе Лазаревића.
Године 1879. објављена је прва Лазаревићева приповетка Звона с цркве у Н. у бечком часопису Српска зора. Приповетка је касније постала позната под измењеним насловом Први пут с оцем на јутрење.
Прича је дечак, као одрастао човек, о својим доживљајима из детињства. Из угла одраслог човека наратор на догађаје из детињства гледа са извесним животним искуством, а из детињег угла са непосредношћу неизбрисивих утисака. Занимљиво је то да су неки критичари мислили да је причалац идентичан са писцем и да је Лазаревић у лику Митра, као главне личности ове приповетке, дао слику свога оца Кузмана. Као и то да је испричана животна ситуација идентична са неком ситуацијом из живота Лазаревићевог родитељског дома. Али, та потврда идентичности или неидентичности прототипа за лик Митра, не оспорава уметничку вредност приповетке.

## Фабула
У приповеци се описује зависност од коцке угледног трговца Митра, дотле богатог и поштованог. Кључни моменат у причи је вече док се коцкао са друштвом у својој кући, наизменично губећи и добијајући, не слушајући молбе супруге Марице да прекине, да би до јутра изгубио сав свој иметак. Након што је друштво отишло, Митар покушава да дигне руку на себе, али га у томе спречава његова супруга, говорећи му да је он хранитељ породице, да је још млад и способан да поврати све што је изгубио. На Митра делују речи љубави и утехе његове супруге, и он скупа са малим сином одлази у цик зоре да се помоли и започне живот испочетка.

## Јунаци приповетке
Митар је, као глава породице, уживао поштовање и беспоговорну послушност осталих чланова, а често и толеранцију индиректно захтевану за његове поступке. По природи је био осоран, непопустљив (и у ситуацијама када су његове емоције налагале другачије), бирао је друштво и био неустрашив, а једино се прибојавао кума Илије. Смејао се ретко – некако чудно, уздржано, неприродно, а у тузи се држао достојанствено, витешки, потискујући емоције (јер је, наизглед, уздржавање од емоција и строго владање ситуацијом карактерисало мушкарца патријархалне заједнице). Његов одлазак у кафану и дружење са „ђаволским лолама и пустахијама“, а и бављење ђаволским занатом, унеколико мења дотадашње његово понашање: он постаје и ћутљив, отуђен, равнодушан према својој деци и некако непрепознатљив, диваљ. Предавши се потпуно коцкарској страсти (која ће му одузети све што је годинама напорно стицао), он је дух крчме пренео на властито огњиште (а, то се најбоље види у опису собе након бурно проведене коцкарске ноћи).
Марица је, са друге стране, примерна, вредна жена, осетљива на мужевљеве прекоре (и своју осетљивост прикрива и од њега и од деце), а и помирена са правилима која су обликовала тадашње мушко-женске односе-нпр. сарадња по питању бројних послова није била дозвољена, као ни праћење и контролисање мужевљевог кретања и поступака... Она је строго окренута бризи о деци и кући све до тренутка када су центри њене брижности директно угрожени. Али, и тада жена ћути оптерећена бројним страховима – од одласка мужа од куће, о незбринутој деци...
Док отац расипа, мајка је несрећна, њена патња је тиха, нечујна и одвија се у присуству деце... Она се непрекидно моли пред иконом Светог Ђорђа, и тако проналази неопходни мир и спасење.
У тренутку моралног пада услед порочности, Митрова највећа подршка, ослонац и разлог за даљи живот и рад јесте Марица, заправо породица у целости. Под кровом амбара, кад Митар у очајању подиже пиштољ на себе, долази до катарзе и до једног од уметнички најефектнијих дијалога у српској прози 19. века. То је тренутак спознаје божанске светлости, излаз из тамног коцкарског лавиринта у који се уплео мислећи да га, наизглед одлучан и оштар, може контролисати. Дакле, до пропасти кућног огњишта и отуђења породице због Митровог порока, не долази. Тешкоће се превазилазе захваљујући духу старе заједнице утемељене на љубави, солидарности, међусобном помагању, разумевању, праштању... ОНАЈ КО ПОГРЕШИ НЕ СМЕ БИТИ ОДБАЧЕН.
Деца, застрашена очевом фигуром, су сва дешавања посматрала са одређене дистанце и била послушна, без права да полемишу и да доносе одлуке, стрепећи и трпећи породичну драму као своју сопствену. Из подмукле тишине у страху су ишчекивала очев долазак, његову топлу реч, изненађење, преокрет, нови дан... Жарко жудећи за додиром очеве руке, за топлином родитељске брижности и пажње. До тога долази тек пред крај приповетке када Митар симболично одлази са старијим наследником у цркву (што означава избављење, нови почетак...).
У приповеци постоје две временске димензије: прошло време обухвата дечаково причање, садашње време је у сценским деловима, а будуће време Лазаревић употребљава тек након катарзе, у кључном дијалогу између Митра и Марице.
Спољашњу структуру приповетке чини нараторово причање, описивање и сценски делови, а основа унутрашње структуре је морални сукоб у човеку (сукоб између страсти и савести). Приповетка је како својим спољашњим, тако и унутрашњим саставом синтеза сва три књижевна рода: лирике, епике и драме (које нису заступљене у истом обиму и истим квантитативним уделом). То значи да у њеној структури постоји драмски ток који се пење ка драматичном врхунцу, ка коначном, судбинском преокрету.